# 1807 în literatură
Anul 1807 în literatură a implicat o serie de evenimente și cărți noi semnificative.  

## Cărți noi
- Harriet Butler - Count Eugenio
- Harriet Corp - An Antidote to the Miseries of Human Life
- Charlotte Dacre - The Libertine
- Sophia Frances - Constance de Lindensdorf
- Elizabeth Gunning - The Orphans of Snowdon
- Rachel Hunter -Family Annals
- William Henry Ireland - The Catholic
- Charles Lamb & Mary Lamb - Tales from Shakespeare
- Matthew Gregory Lewis - The Wood Daemon
- Charles Maturin - The Fatal Revenge
- Mary Meeke - Julien
- Theodore Melville - The Benevolent Monk
- Edward Montague
  - The Demon of Sicily
  - Legends of a Nunnery
- Henrietta Rouviere Mosse - A Peep at our Ancestors
- Mary Pilkington - Ellen: Heiress of the Castle
- Anna Maria Porter - The Hungarian Brothers
- Regina Marie Roche - The Discarded Son
- Anne Louise Germaine de Stael -Corinne
- Cathérine F. de St-Venant - Léopold de Circé
- Sarah Wilkinson
  - The Castle Spectre
  - The Fugitive Countess
- Mary Julia Young - A Summer at Brighton